# Britta Dassler

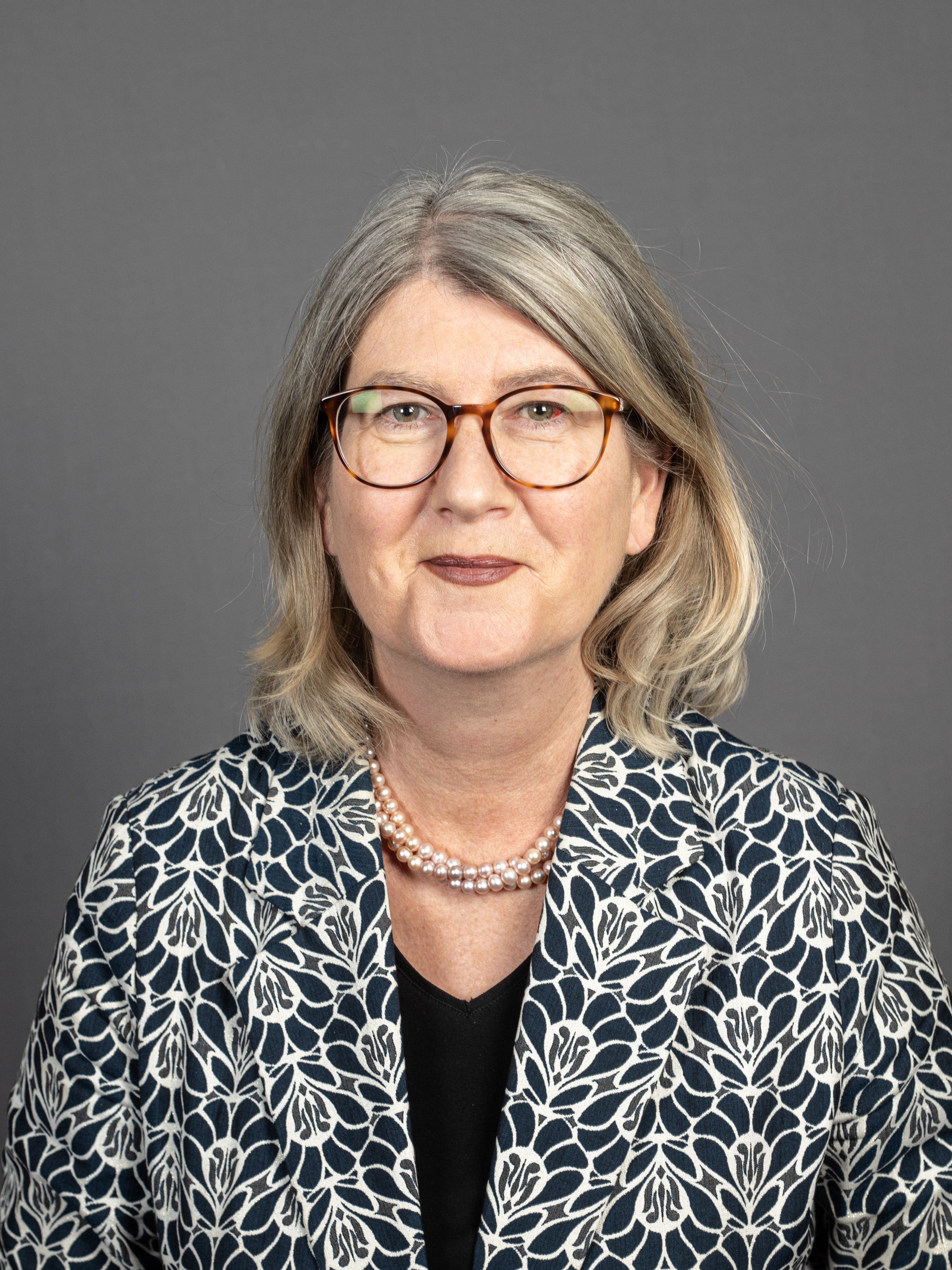
Britta Dassler, 2020

Britta Katharina Dassler (* 22. Juli 1964 in Jülich) ist eine deutsche Politikerin (FDP) und war von 2017 bis 2021 Mitglied des Deutschen Bundestages.

## Biographie
Britta Dassler machte im Jahr 1983 ihr Abitur. Nach Banklehre und Studium der Sparkassenbetriebswirtschaft war sie in ihrem Beruf tätig. Nach einer Qualifizierung über ein Verbandsprüferexamen war sie in diesem Bereich von 1989 bis 1994 beim Rheinischen Sparkassen- und Giroverband beschäftigt. Seit 1994 übt sie eine freiberufliche Tätigkeit aus und ist Inhaberin der Industrieagentur „Arte di vivere“, Herzogenaurach. Dassler ist mit dem Enkel von Rudolf Dassler, Gründer des Sportartikelherstellers Puma, verheiratet und Mutter zweier Söhne.
Dassler ist römisch-katholischer Konfession.

## Partei und Politik
Dassler ist seit 2008 Stadträtin von Herzogenaurach und Mitglied im Kreistag des Landkreises Erlangen-Höchstadt. Von 2015 bis 2019 war sie stellvertretende Landesvorsitzende der FDP Bayern.
Für die Bundestagswahl 2017 trat Dassler als FDP-Kandidatin im Wahlkreis Erlangen an und wurde über Platz 9 der Landesliste der FDP Bayern in den 19. Deutschen Bundestag gewählt. Dort war sie ordentliches Mitglied im Sportausschuss und im Ausschuss für Bildung, Forschung und Technikfolgenabschätzung. Im Sportausschuss war sie Obfrau und Sprecherin für Sportpolitik für die Fraktion der Freien Demokraten. Außerdem war sie stellvertretendes Mitglied im Ausschuss für Wirtschaft und Energie.
Für die Wahl zum 20. Deutschen Bundestag wurde Britta Dassler von ihrer Partei nicht wieder aufgestellt.

## Ehrenamt
- Gründungsmitglied Zonta Club Herzogenaurach
- Mitglied bei Transparency International Deutschland